# Verwaltungsgemeinschaft Heideland-Elstertal-Schkölen
Die Verwaltungsgemeinschaft Heideland-Elstertal-Schkölen ist eine Verwaltungsgemeinschaft im Saale-Holzland-Kreis in Thüringen. Der Verwaltungsgemeinschaft gehören die Stadt Schkölen und sechs Gemeinden an. 
Verwaltungssitz befindet sich in Crossen an der Elster, Außenstellen befinden sich in Heideland (OT Königshofen) und Schkölen.

## Die Gemeinden
- Crossen an der Elster (Verwaltungssitz; inkl. OT Ahlendorf, Nickelsdorf, Tauchlitz)
- Hartmannsdorf
- Heideland (Verwaltungsstelle; inkl. OT Buchheim, Etzdorf, Großhelmsdorf, Königshofen (Sitz), Lindau/Rudelsdorf, Thiemendorf, Törpla)
- Rauda
- Schkölen, Stadt (Verwaltungsstelle; inkl. Ortsteile Graitschen auf der Höhe, Dothen, Hainchen, Nautschütz, Rockau und Wetzdorf)
- Silbitz (inkl. OT Seifartsdorf)
- Walpernhain

## Geschichte
Die Verwaltungsgemeinschaft wurde ursprünglich als Verwaltungsgemeinschaft Hartmannsdorf am 22. April 1991 gegründet. Am 11. Oktober 1994 erfolgte dann die Umbenennung in Verwaltungsgemeinschaft Elstertal. Am 15. März 1996 erfolgte die zweite Umbenennung auf Verwaltungsgemeinschaft Heideland-Elstertal durch die Aufnahme der Gemeinden Heideland und Walpernhain aus der aufgelösten Verwaltungsgemeinschaft Auf der Heide. Zum 15. März 2004 verließ Seifartsdorf die Verwaltungsgemeinschaft und wurde nach Silbitz eingemeindet. Mit dem Beitritt der Stadt Schkölen am 1. Januar 2012 erhielt die Verwaltungsgemeinschaft ihren heutigen Namen.

### Bad Köstritzer Wechselwille
In einem Bürgerbegehren am 18. September 2005 entschieden sich auch die Bürger von Bad Köstritz, Caaschwitz und Hartmannsdorf (alle Landkreis Greiz) mit deutlicher Mehrheit (71,9 %) zum Wechsel in die Verwaltungsgemeinschaft und in den Saale-Holzland-Kreis, u. a., um der drohenden Eingemeindung nach Gera zuvorzukommen. Allerdings wurde die amtliche Umsetzung seither nicht vollzogen.
Im Rahmen der Funktional- und Gebietsreform in Thüringen hat der damalige Innenminister Holger Poppenhäger im September 2016 klargestellt, dass auch der Zusammenschluss von Crossen und Bad Köstritz, die ohnehin ein gemeinsames Grundzentrum bilden, umgesetzt werden könnte. Dieser wurde jedoch nicht weiter verfolgt.